# Hippolit
A Hippolit görög mitológiai eredetű név, a Hippolütosz latinosított formájából ered, jelentése: lovakat kifogó, eloldozó.  Női párja: Hippolita.

## Rokon név
- Ipoly:[1] a Hippolit régi magyar alakváltozata.[3]

## Gyakorisága
Az 1990-es években a Hippolit és az Ipoly szórványos név volt, a 2000-es években nem szerepelnek a 100 leggyakoribb férfinév között.

## Névnapok
Hippolit
- augusztus 13.[2]

Ipoly
- március 10.[3]
- március 20.[3]
- augusztus 13.[3]

## Híres Hippolitok, Ipolyok
- Estei Hippolit esztergomi érsek
- Zichy Hippolit Kázmér író, zichyújfalui gróf
- a Hyppolit, a lakáj című film kitalált főszereplője